# ナタリア・バレンティン
ナタリア・クリスティーナ・バレンティン・レオン（Natalia Cristina Valentín León 、1989年9月12日 - ）は、プエルトリコの女子バレーボール選手。プエルトリコ代表。ナタリア・バレンティン＝アンダーソン（Natalia Valentín-Anderson）としても知られる。

## 来歴
1989年、プエルトリコのカグアス出身。2007年、フロリダ国際大学に進学し、卒業後はプエルトリコリーグのLeonas de Ponceに入団。2012年にプエルトリコ代表に初選出され、同年6月のワールドグランプリで代表デビューした。2013年、オマハで開催された北中米選手権で銅メダルを獲得した。2014年の世界選手権に三大大会に初出場を果たした。

## 球歴
- 世界選手権 - 2014年
- ワールドグランプリ - 2012年、2013年、2014年、2015年

## 所属クラブ
- フロリダ国際大学（2007-2010年）
- Leonas de Ponce（2011-2012年）
- Lancheras de Cataño（2012-2013年）
- Leonas de Ponce（2013-2015年）
- アゼルレイル・バクー（2016年）
- Leonas de Ponce（2016-2017年）
- Saint-Raphaël（2017-2019年）
- Llaneras de Toa Baja（2019年）
- DevelopRes SkyRes Rzeszów（2019-2020年）
- バレー・ベルガモ（2020-2021年）
- Sanjuaneras de la Capital（2021年）
- アスリーツ・アンリミテッド（2022年-）
- Valencianas de Juncos（2022年）
- Sanjuaneras de la Capital（2023年）
- オマハ・スーパーノヴァス（英語版）（2024年-）